# Deinze
Deinze là một đô thị ở tỉnh Oost-Vlaanderen. Đô thị này bao gồm thành phố of Deinze và các thị xã Astene, Bachte-Maria-Leerne, Gottem, Grammene, Meigem, Petegem-aan-de-Leie, Sint-Martens-Leerne, Vinkt, Wontergem và Zeveren. Tại thời điểm ngày 1 tháng 1 năm 2006 Deinze có tổng dân số 28.320 người. Tổng diện tích là 75,54 km² với mật độ dân số là 375 người trên mỗi km².

Deinze trên bản đồ Ferraris (khoảng năm 1775)

Tại đây có lâu đài Ooidonk, thế kỷ 16

## Dân địa phương nổi tiếng
- Raoul De Keyser, họa sĩ
- Rudy Dhaenens, cu rơ
- Poppo of Deinze, thánh
- Jacques Rogge, chủ tịch Ủy ban Olympic quốc tế
- Karel Van Wijnendaele, người sáng Ronde van Vlaanderen